# Всемирный совет церквей
Всеми́рный сове́т церкве́й (англ. The World Council of Churches) — крупнейшая международная экуменическая организация, основанная в 1948 году в Амстердаме, членами которой являются 352 христианских церкви из более чем 100 стран и представляют около 400 миллионов христиан. Штаб-квартира Совета расположена в Женеве (Швейцария). «Международное содружество христианских церквей, построенное на основе диалога и сотрудничества».

## История
Возникновение организации ВСЦ восходит к 1844 году, когда в Лондоне Джордж Уильямс положил основание организации YMCA, одной из целей которой было достижение единства христиан. Через 11 лет после основания YMCA в Англии были организованы ещё два женских общества — на юге Англии Эмма Робартс создала кружок с целью молитвенного объединения, а в Лондоне леди Кинниэрд положила начало обществу с целью практической благотворительности молодым женщинам. В 1887 году эти два общества слились в одно и стали именоваться YWCA (Yong Women Christian Association).
В 1910 году впервые на Всемирной миссионерской конференции в Эдинбурге (Шотландия) было применено название экуменизм в его современном смысле; тогда же было положено основание новому обществу с наименованием Мировой Христианский Совет Жизни и Труда, который заседал в 1925 году в Стокгольме и в 1937 году в Оксфорде, для изучения взаимоотношений между разными христианскими церквями. Параллельно этому движению организовалось ещё одно новое общество под названием Мировая конференция о вере и порядке, заседавшая два раза, в 1927 году в Лозанне и в 1937 году в Эдинбурге и поставившее себе целью выявить все препятствия к объединению церквей в области вероучения.
Наконец, в 1937 году на двух последующих конференциях в Оксфорде и в Эдинбурге было решено эти два движения объединить в одну организацию — «Всемирный Совет церквей», но из-за начавшейся Второй мировой войны его официальное создание было отложено до 23 августа 1948 года, когда представители 147 церквей провели первую учредительную ассамблею в Амстердаме, чтобы основать ВСЦ.
После первой ассамблеи этой межрелигиозной организации последовали другие в 1954 (Эванстон, США), 1961 (Дели, Индия), 1968 (Уппсала, Швеция), 1975 (Найроби, Кения), 1983 (Ванкувер, Канада), 1991 (Канберра, Австралия), 1998-99 (Хараре, Зимбабве), 2006 (Порту-Алегри, Бразилия), 2013 (Пусан, Южная Корея), 2022 (Карлсруэ, Германия).

### Современное состояние
На 2011 год в ВСЦ входило 349 евангелических, англиканских и православных церквей, которые объединяют 560 млн членов в 110 странах мира. Больше всего денег на деятельность Совета (39 %) предоставляют церкви Германии, хотя самым крупным членом является РПЦ МП. С конца 1990-х годов число сотрудников ВСЦ сократилось с 350 до 143 человек, 131 из которых в настоящее время работает в штаб-квартире в Женеве.
В 2011 году, несмотря на принятые меры экономии и сокращение персонала, организация испытывала серьёзные экономические трудности (дефицит пенсионного фонда составил 30 млн швейцарских франков (24 млн евро)) в связи с чем ВСЦ планирует к продаже принадлежащий ей участок земли в Женеве.
В том же году один из руководящих постов в совете впервые в истории получила женщина: Агнес Абуом из Англиканской церкви Кении была избрана спикером Центрального комитета ВСЦ. Она также стала первым представителем африканского континента, занявшего этот пост.

## Структура
Главный руководящий орган Всемирного совета церквей — Генеральная ассамблея, которая заседает один раз в 6-7 лет, она избирает президиум, состоящий из 8 президентов, и Генеральный комитет, состоящий из 150 членов, ежегодно собирающихся для определения политики Совета между ассамблеями. В 1961 году в состав вошёл Международный миссионерский совет, образовав при Всемирном совете церквей Отдел всемирной миссии и евангелизации (англ. Division of World Mission and Evangelism). В 1994 году Всемирный совет церквей стал инициатором создания и главным спонсором Международного агентства экуменических новостей, независимой глобальной службы новостей об экуменических событиях и предлагающей религиозную точку зрения на события во всем мире. С 2000 года в составе совета работает Экуменический правозащитный альянс для создания экуменического ответа на распространение ВИЧ/СПИД.

## Генеральные секретари
| Годы      | Имя                   | Церковь                                                                    | Страна     |
| --------- | --------------------- | -------------------------------------------------------------------------- | ---------- |
| 1948—1966 | Виллем Виссер’т Хоофт | Нидерландская реформатская церковь/Союз швейцарских евангелических церквей | Нидерланды |
| 1966—1972 | Юджин Карсон Блэйк    | Объединенная пресвитерианская церковь в США                                | США        |
| 1972—1984 | Филип Поттер          | Методистская церковь                                                       | Доминика   |
| 1985—1992 | Эмилио Кастро         | Евангелическо-методистская церковь Уругвая                                 | Уругвай    |
| 1993—2003 | Конрад Райзер         | Евангелическая церковь Германии                                            | Германия   |
| 2004—2009 | Самуэль Кобия         | Методистская церковь в Кении                                               | Кения      |
| 2010—2020 | Улав Фиксе Твейт      | Церковь Норвегии                                                           | Норвегия   |
| 2020—2022 | Йоан Саука            | Румынская православная церковь                                             | Румыния    |
| 2023—     | Джерри Пиллэй         | Объединяющая пресвитерианская церковь в Южной Африке                       | ЮАР        |

## Члены Совета
Список членов согласно официальному сайту ВСЦ:

### Православные церкви
- Албанская
- Александрийская
- Американская
- Антиохийская
- Кипрская
- Константинопольская (Вселенский патриархат)
- Польская
- Румынская
- Русская православная церковь (Московский патриархат)[16][17]
- Сербская
- Чешских земель и Словакии
- Элладская.

### Древневосточные церкви
- Армянская апостольская церковь (Эчмиадзинский католикосат)
- Ассирийская церковь Востока
- Коптская православная церковь
- Эритрейская православная церковь
- Эфиопская православная церковь
- Маланкарская православная церковь
- Сиро-яковитская православная церковь

### Протестантские церкви
- Кимбангистская Церковь (членство приостановлено в июне 2021 года по доктринальным соображениям)
- Африканская Островная Церковь Судан
- Африканская Христианская Церковь и Школы
- Африканская Церковь Священного Духа
- Африканская Израильская Ниневийская Церковь
- Африканская Епископальная методистская церковь
- Африканская Епископальная методистская церковь Сиона
- Африканская Протестантская Церковь
- Американские баптистские церкви в США
- Англиканская Церковь в Аотеароа, Новой Зеландии и Полинезии
- Англиканская Церковь Австралии
- Англиканская Церковь Канады
- Англиканская Церковь Кении
- Англиканская Церковь Кореи
- Англиканская Церковь Танзании
- Англиканская Церковь Южного Конуса Америки (Iglesia Anglicana del Cono Sur de las Americas)
- Англиканская Церковь Японии
- Ассоциированные Церкви Христа в Новой Зеландии
- Ассоциация баптистских церквей в Руанде
- Ассоциация Евангелиской Реформационой Церкви Буркина Фасо
- Association The Church of God
- Бангладешская Баптистая церковь Санга
- Ассоциация Баптистов Эль Салвадора
- Евангелическая община Конго
- Евангелическо-лютеранская церковь в Республике Намибия
- Евангелическая церковь в Новой Каледонии и на островах Луайоте
- Международный совет общинных церквей
- Соглашение Баптистов Гаити
- Соглашение Баптистов Никарагуа
- Объединение Баптистов Дании
- Объединение Баптистов Великобритании
- Объединение Баптистов Венгрии
- Объединение Баптистов Новой Зеландии
- Бетаксая Христианская Церковь
- Баптистский Альянс Бихара Бенгальской Ориссы
- Боливийская Евангелистская Лютеранская Церковь
- Британская Провинция Моравской Церкви
- Евангелическая церковь Рио-де-ла-Платы
- Канадское Годовое Собрание Религиозное Общество Друзей (Квакеры)
- Китайский Христианский Совет
- Либерийский совет церквей
- Национальный совет церквей Кореи
- Реформатская церковь Замбии
- Объединённая церковь в Папуа — Новой Гвинее и Соломоновых Островах
- Объединённая конгрегационалистская церковь Христа на Маршалловых Островах
- Совет африканских христианских церквей в Европе
- Протестантская церковь Маохи
- Христианская Библейская Церковь
- Христиане в Канаде
- Христиане в США
- Церковь Англии
- Церковь братьев в Нигерии
- Церковь Швеции
- Евангелическая пятидесятническая миссия Анголы
- Чехословацкая гуситская церковь
- Эстонский совет церквей

### Не члены Совета
- Старообрядцы: Русская православная старообрядческая церковь, Русская Древлеправославная Церковь
- Церковь адвентистов седьмого дня, участвует в работе Совета в качестве наблюдателя[18]
- Евангелическо-лютеранская Церковь Ингрии
- Римско-католическая церковь, представители которой состоят при Совете в качестве наблюдателя.
- Болгарская православная церковь: вышла в 1998 г., продолжает участие в его работе в качестве наблюдателя[2]
- Грузинская православная церковь: вышла в 1997 г.
- Лютеранская церковь — Миссурийский синод
- Сибирская Евангелическо-Лютеранская Церковь
- Южная баптистская конвенция
- Международный союз церквей евангельских христиан-баптистов
- Евро-Азиатская федерация союзов евангельских христиан-баптистов и входящие в неё союзы: членство автоматически прекратилось после ликвидации в 1992 г. ВСЕХБ. Сообщество Христа не является членом совета, но сотрудничает.

## Отношение к ВСЦ в современном мире

### ВСЦ и РПЦ
Экуменическое движение было осуждено резолюцией Совещания глав и представителей автокефальных православных церквей в Москве в июле 1948 года.
К 1959 году позиция Русской православной церкви (РПЦ) к ВСЦ изменилась: на сессию ЦК ВСЦ (19—29 августа 1959 года) на острове Родос был направлен наблюдатель от РПЦ — протоиерей Виталий Боровой, опубликовавший отчёт о поездке. В декабре того же года по приглашению, направленному председателем ОВЦС митрополитом Николаем (Ярушевичем), в СССР прибыла первая официальная делегация ВСЦ во главе с генеральным секретарём ВСЦ Виссером ’т Хоофтом (Виссерт Хуфт; Visser ’t Hooft). Делегация имела обширную программу встреч и визитов (в том числе с руководством ВСЕХБ), была принята патриархом Алексием I.
Утверждается, что КГБ внедрял агентов и оказывал влияние на прошлые ассамблеи и политику ВСЦ. В 1992 году Глеб Якунин, заместитель председателя российской парламентской комиссии, расследовавшей деятельность КГБ, ссылаясь на стенографические отчеты КГБ, утверждал, что его Пятое управление активно участвовало в оказании влияния на политику ВСЦ с 1967 по 1989 год. Например, на Генеральной Ассамблее ВСЦ 1983 года в Ванкувере, в одном из цитируемых документов говорилось о присутствии и деятельности 47 агентов КГБ для обеспечения избрания «приемлемого» кандидата на пост генерального секретаря. В архиве Митрохина можно найти ещё больше деталей о глубине проникновение и влияния КГБ на ВСЦ: митрополит Никодим, один из 6 президентов ВСЦ, находившийся на этом посту с 1975 года до своей смерти, был агентом КГБ под кличкой «Адамант». Утверждается, что в результате влияния его и других агентов, СССР редко подвергался публичной критике.
С 1997 года Московская патриархия критически оценивает деятельность ВСЦ «в связи с усилением негативных тенденций в Совете», оставаясь членом оного, при том что Грузинская (1997) и Болгарская (1998) церкви покинули ВСЦ.
Архиерейский собор Русской православной церкви, проходивший в августе 2000 года в Москве, принял документ под названием «Основные принципы отношения Русской Православной Церкви к инославию». Документ подтвердил традиционную точку зрения РПЦ на цель сношений с инославными — «восстановление богозаповеданного единства христиан (Ин. 17:21)», — указав, что «безразличие по отношению к этой задаче или отвержение её является грехом против заповеди Божией о единстве»; документ констатировал: «Православная Церковь есть истинная Церковь Христова, созданная Самим Господом и Спасителем нашим, Церковь утвержденная и исполняемая Духом Святым, Церковь, о которой Сам Спаситель сказал: „Создам Церковь Мою, и врата ада не одолеют её“ (Мф. 16, 18). Она есть Единая, Святая, Соборная (Кафолическая) и Апостольская Церковь, хранительница и подательница Святых Таинств во всем мире, „столп и утверждение истины“ (1 Тим. 3, 15). Она несёт полноту ответственности за распространение Истины Христова Евангелия, равно как и полноту власти свидетельствовать о „вере, однажды преданной святым“ (Иуд. 3). <…> Православная Церковь есть истинная Церковь, в которой неповрежденно сохраняется Священное Предание и полнота спасительной благодати Божией. Она сохранила в целости и чистоте священное наследие апостолов и святых отцов. Она сознаёт тождественность своего учения, богослужебной структуры и духовной практики апостольскому благовестию и Преданию Древней Церкви. <…> Диалог Православной Церкви с экуменическим движением не означает признания равноценности или равнозначности с остальными участниками движения. Членство во Всемирном Совете Церквей не означает признания ВСЦ церковной реальностью более всеобъемлющего порядка, чем сама Православная Церковь, поскольку она и есть Единая, Святая, Соборная и апостольская Церковь, или даже просто признание того, что ВСЦ и экуменическое движение обладают хоть какой-то церковной реальностью сами по себе».
Российско-украинская война
Патриарх Кирилл неустанно критикует Запад за имеющее место разложение последнего, сравнивая греховность Запада с консервативными российскими ценностями. В частности, Патриарх видит причины российско-украинского конфликта в нежелании жителей Донбасса видеть на своей земле гей-парады. В ответ на письмо Международного Совета церквей, призывающее к миротворческим усилиям, Патриарх утверждает, что Россия не является агрессором и что «трагический конфликт» стал «частью геополитический стратегии, направленной, прежде всего, на ослабление России».